# Guacamole

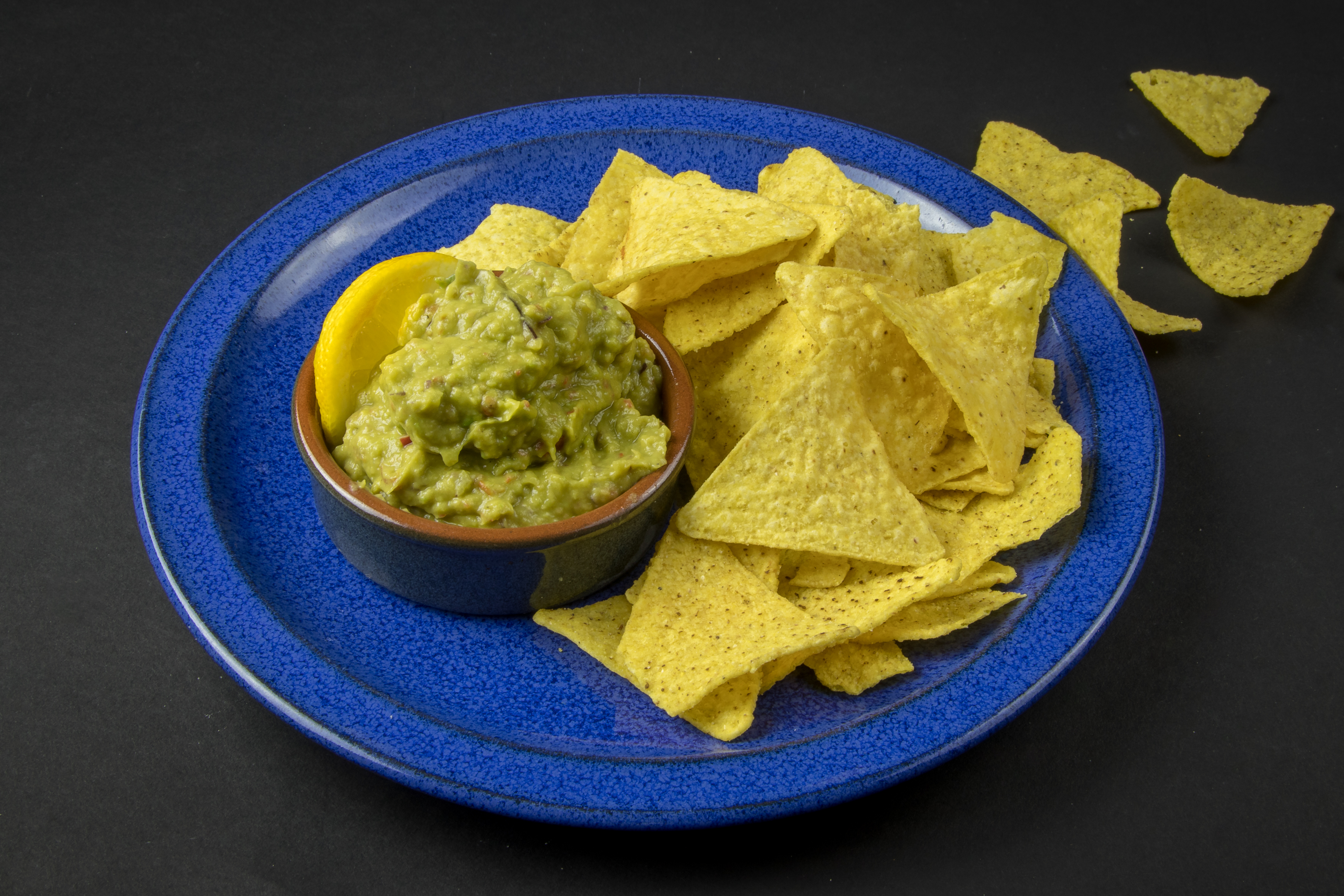
Guacamole mit Tortilla-Chips

Guacamole [ɡu̯akaˈmoːlə] ⓘ ist ein Avocado-Dip aus der mexikanischen Küche. Das Wort Guacamole stammt von dem Nahuatl-Wort ahuacamolli, was so viel wie „Avocadosauce“ bedeutet, zusammengesetzt aus āhuacatl [aːˈwakat͡ɬ] („Avocado“) und molli [ˈmolːi] („Soße“, wörtlich „Gebräu“). Sie ist auch in der Tex-Mex-Küche beliebt und verbreitet.

## Zusammensetzung und Verwendung
Die Guacamole besteht aus zerdrücktem oder püriertem Fruchtfleisch reifer Avocados, Zitronen- oder Limettensaft, gehacktem Korianderkraut und Salz. In manchen Rezepten werden der Guacamole Pfeffer, Zwiebeln, Knoblauch, grüne Chilis, Tomatillos oder Tomatenwürfel zugefügt. Die Creme wird zum Beispiel zu Taquitos, Tortilla-Chips oder als Beilage zu Fleisch gegessen. Ähnliche Zubereitungen sind Avocadosalate.
Durch das in Avocados enthaltene Enzym Polyphenoloxidase (PPO) färbt sich Guacamole ungeschützt rasch braun. Die Zugabe von Zitronen- oder Limettensaft kann diesen Prozess verlangsamen. Am effektivsten ist es, die Guacamole zusätzlich luftdicht mit Frischhaltefolie abzudecken. Mit einer Hochdruckbehandlung lässt sich die Polyphenoloxidase inaktivieren. Vakuumverpackt kann Guacamole so ohne Bräunung über mehrere Wochen aufbewahrt werden.

## Guacamole in der Popkultur
Der Animator PES wurde für einen Animationsfilm über die Zubereitung einer surrealistischen Fresh Guacamole für einen Oscar nominiert.